# Kostel Povýšení svatého Kříže (Sebnitz)
Kostel Povýšení svatého Kříže (německy Kirche Kreuzerhöhung či Kreuzerhöhungskirche) je římskokatolický filiální kostel v saském velkém okresním městě Sebnitz. Novogotická sakrální stavba pochází z let 1890–1892. Plány zpracoval drážďanský architekt Christian Gottfried Schramm (1857–1922).

## Historie

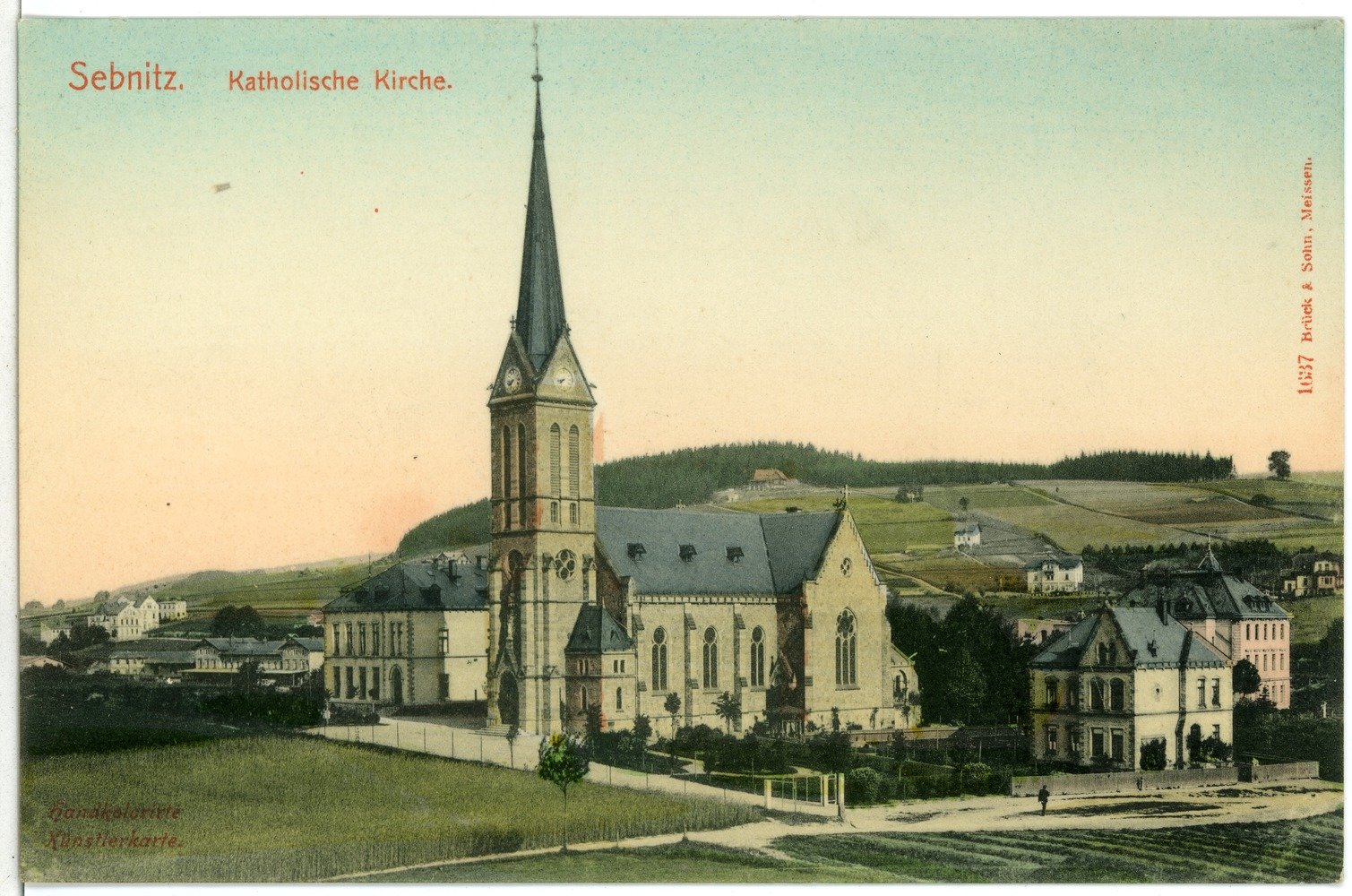
Kostel na pohlednici z roku 1901

Město Sebnitz bylo od roku 1539, kdy se prosadila reformace, protestantské. V druhé polovině 19. století se začal zvyšovat počet katolíků a na svátek svatého Štěpána roku 1887 se po 348 letech v prozatímní kapli (dům na adrese Kapellenweg 16) konala první mše svatá. V následujícím roce byla založena samostatná římskokatolická farnost a začaly přípravy na stavbu vlastního svatostánku. Základní kámen byl položen 28. dubna 1890. Podle plánů Christiana Gottfrieda Schramma (1857–1922) z Drážďan kostel postavil Gustav Adolf Reinhardt ze Sebnitz. Stavba byla dokončena o dva roky později a 27. června 1892 ji vysvětil biskup a apoštolský prefekt Ludwig Wahl (1831–1905).
Během druhé světové války v roce 1942 musela farnost odevzdat velký a střední zvon pro válečné účely. Roku 1944 se od sebnitzské farnosti oddělil Neustadt in Sachsen a tamní filiální kostel svaté Gertrudy se stal farním. Po skončení války se sebnitzská farní obec rozrostla kvůli příchodu vysídlenců ze Sudet, Slezska a Maďarska. V letech 1960 až 1964 prošel kostel rozsáhlými úpravami; odstraněny byly původní malby, vitráže, boční oltáře a další interiérové prvky. V letech 1974 až 1975 proběhla celková rekonstrukce věže, roku 1988 byla nově pokryta střecha. Zatím poslední rekonstrukce kostelní lodi byla provedena v letech 1990 až 1991. Roku 2007 se sloučila do té doby samostatná sebnitzská farnost s farností neustadtskou a z farního kostela Povýšení svatého Kříže se stal kostel filiální. V roce 2018 byl začleněn do římskokatolické farnosti Pirna.
Kostel Povýšení svatého Kříže je využíván k pravidelným nedělním bohoslužbám a je chráněn jako kulturní památka pod číslem 09276723.

## Popis
Jednolodní neorientovaný kostel stojí na půdorysu latinského kříže. Vnější stěny jsou obloženy pískovcem. Z průčelí vybíhá věž vysoká 54 metrů, která vytváří rizalit doplněný portálem a bronzovou sochou Madony z roku 1960 od Georga Nawrotha. Malý zvon, který jako jediný přečkal válečné rekvizice, slouží k odbíjení hodinových intervalů. K původnímu mobiliáři patří kamenná křtitelnice stojící nedaleko vchodu. Dřevěné znázornění Kristova Ukřižování pochází z Mikulášovic (Ježíš na kříži) a z Budyšína (Panna Marie a Jan Evangelista). Nejsvětější Trojice byla původně vytesána pro hornolužický klášter Sankt Marienstern. Původní vybavení doplňují novodobé prvky. Moderní hlavní oltář zobrazuje Poslední večeři Páně, vitrážové okno za ním od Wolframa Hänsche pocházející z roku 1998 představuje Zmrtvýchvstání Krista. Křížovou cestu vytvořil roku 1965 Johannes Georgi. Varhany s třinácti rejstříky ve dvou manuálech a 560 píšťalami vyrobila roku 1892 budyšínská firma Hermann Eule.

## Okolí kostela
Areál kostela doplňuje patrová budova fary a bývalá farní škola. Naproti kostelu stojí budova policejní stanice ve stylu art deco. Přibližně 300 metrů severozápadně se nachází železniční stanice Sebnitz. Evangelicko-luterský kostel svatého Petra a Pavla leží jihozápadním směrem ve vzdálenosti cca 500 metrů.

## Galerie

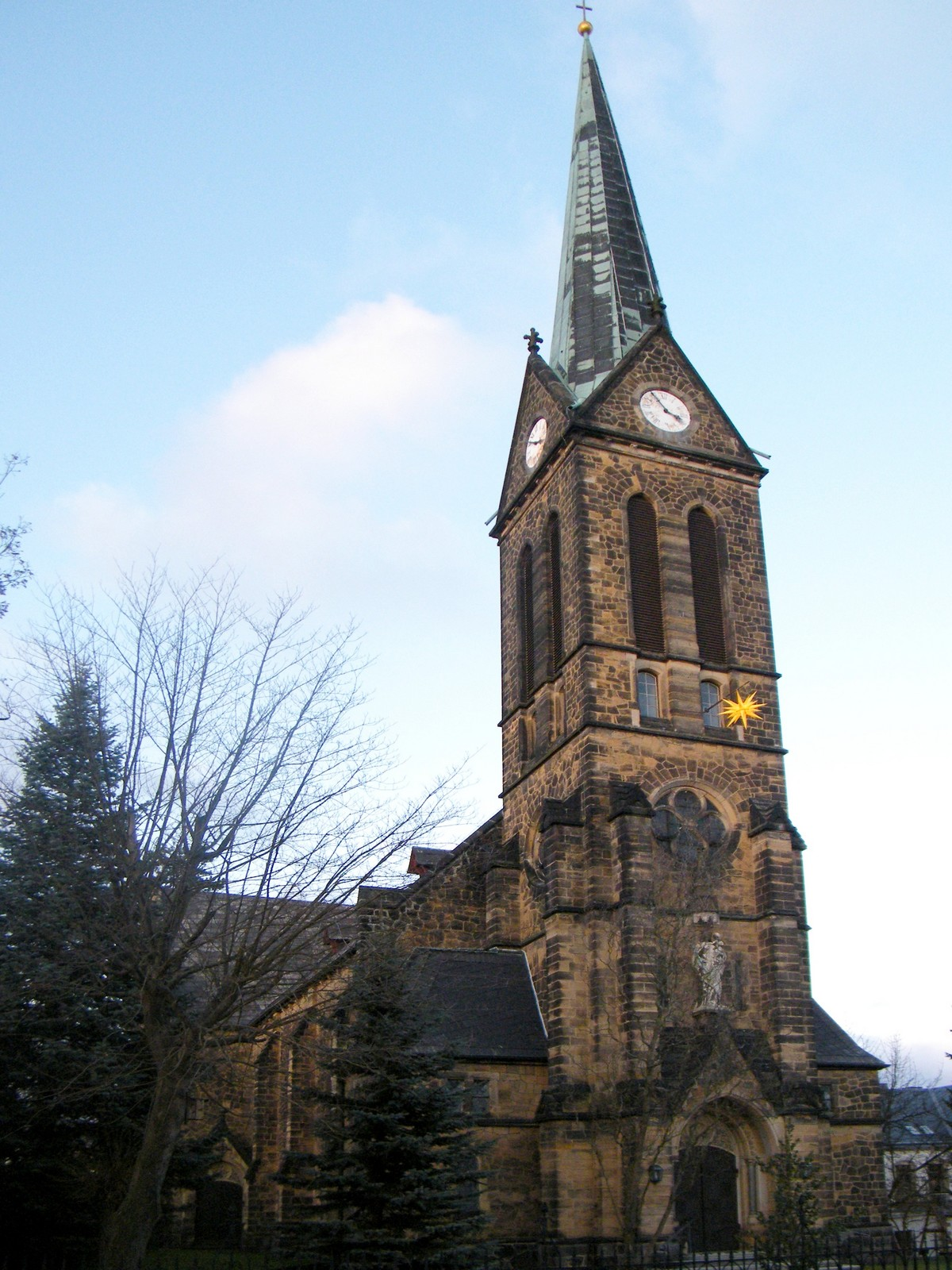
Pohled od jihozápadu
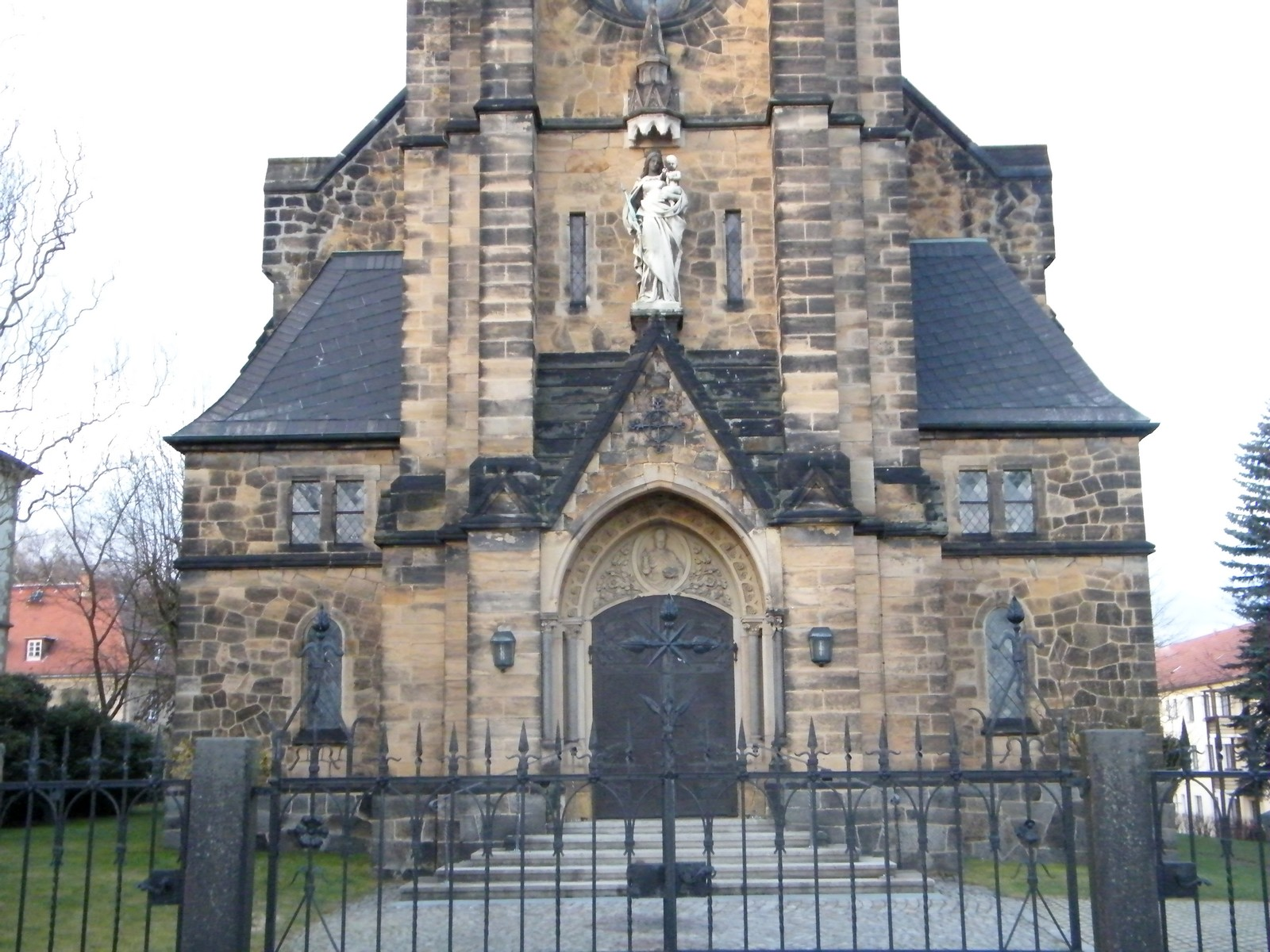
Detail průčelí
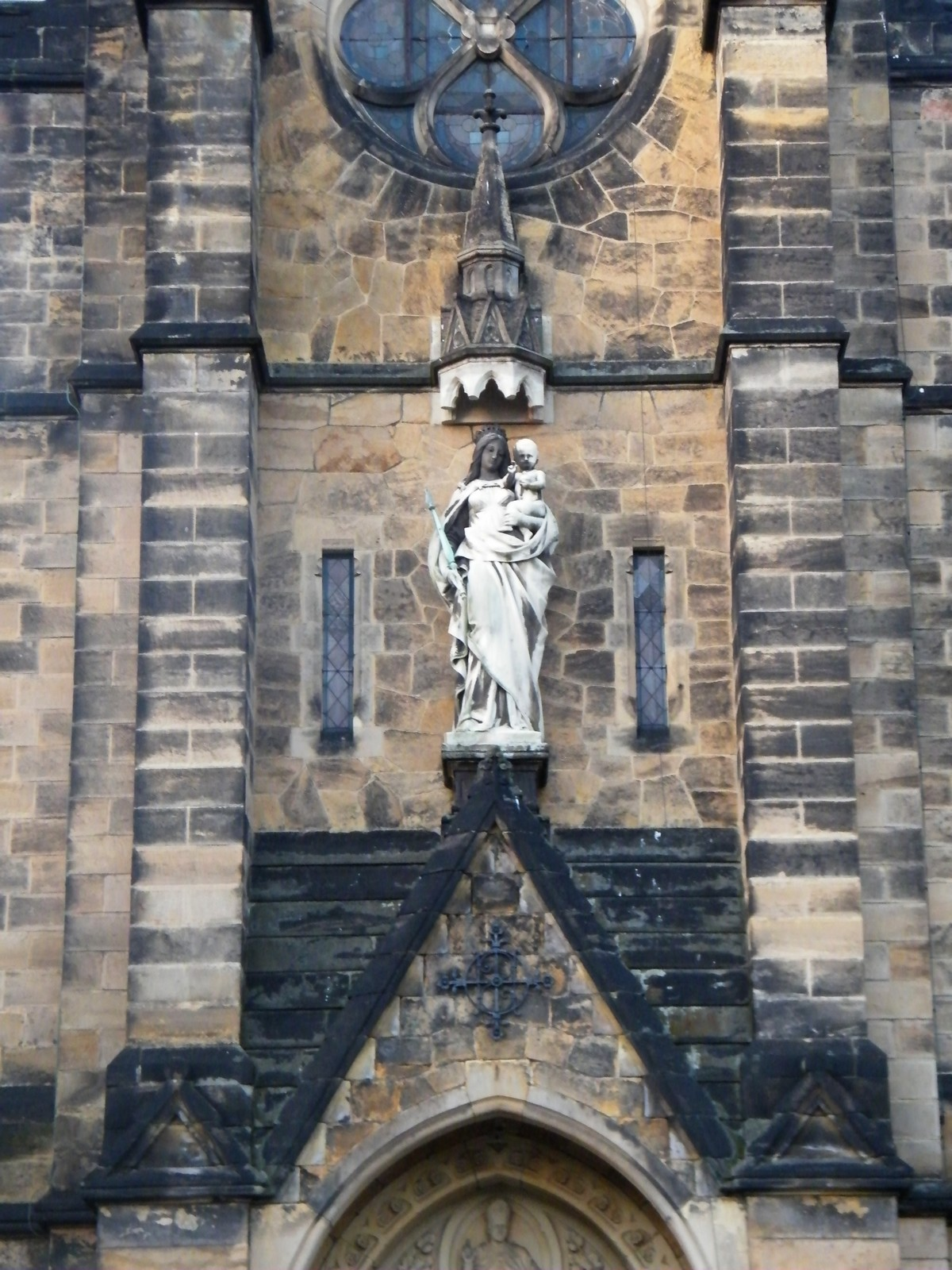
Detail Madony
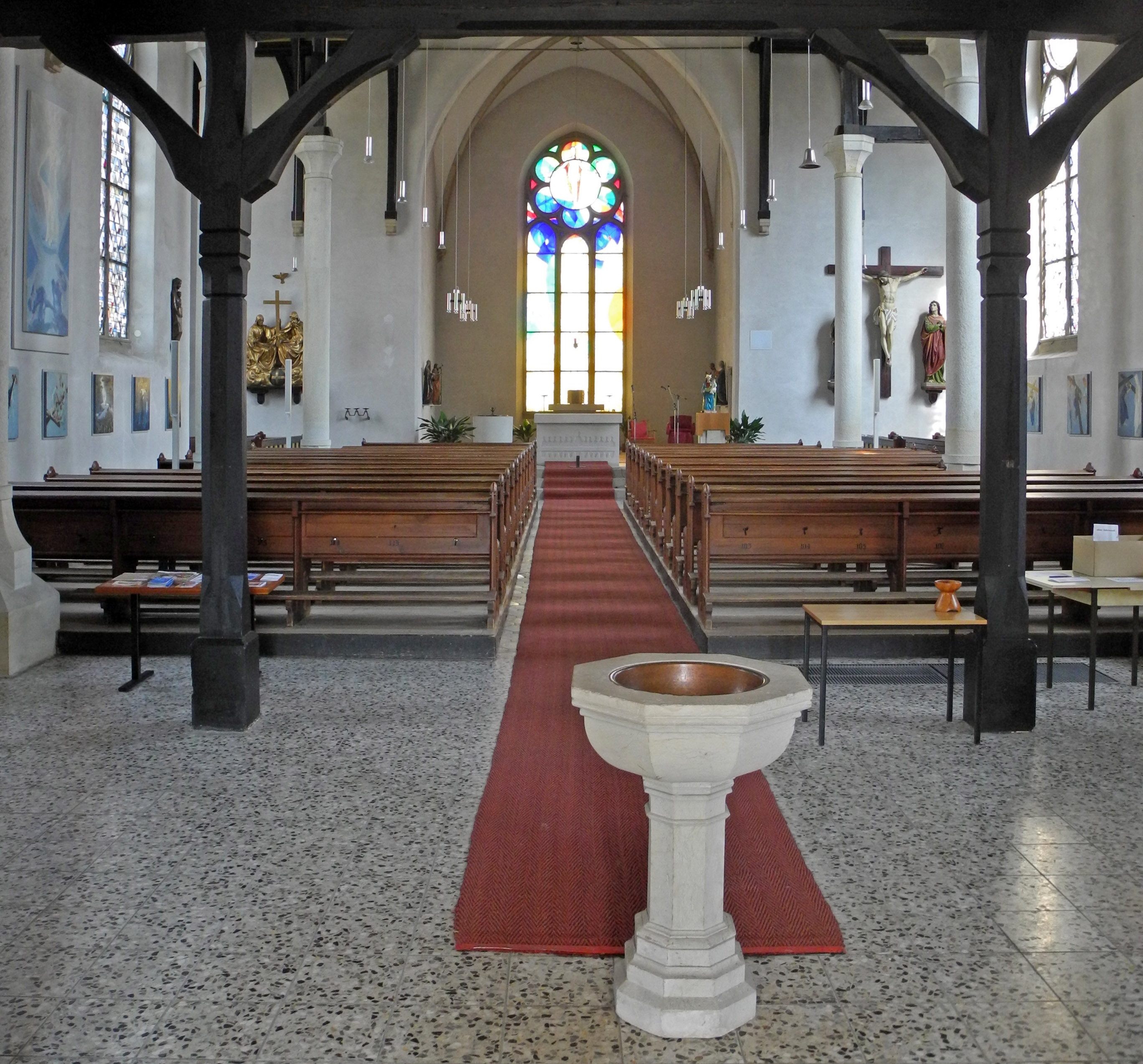
Interiér kostela
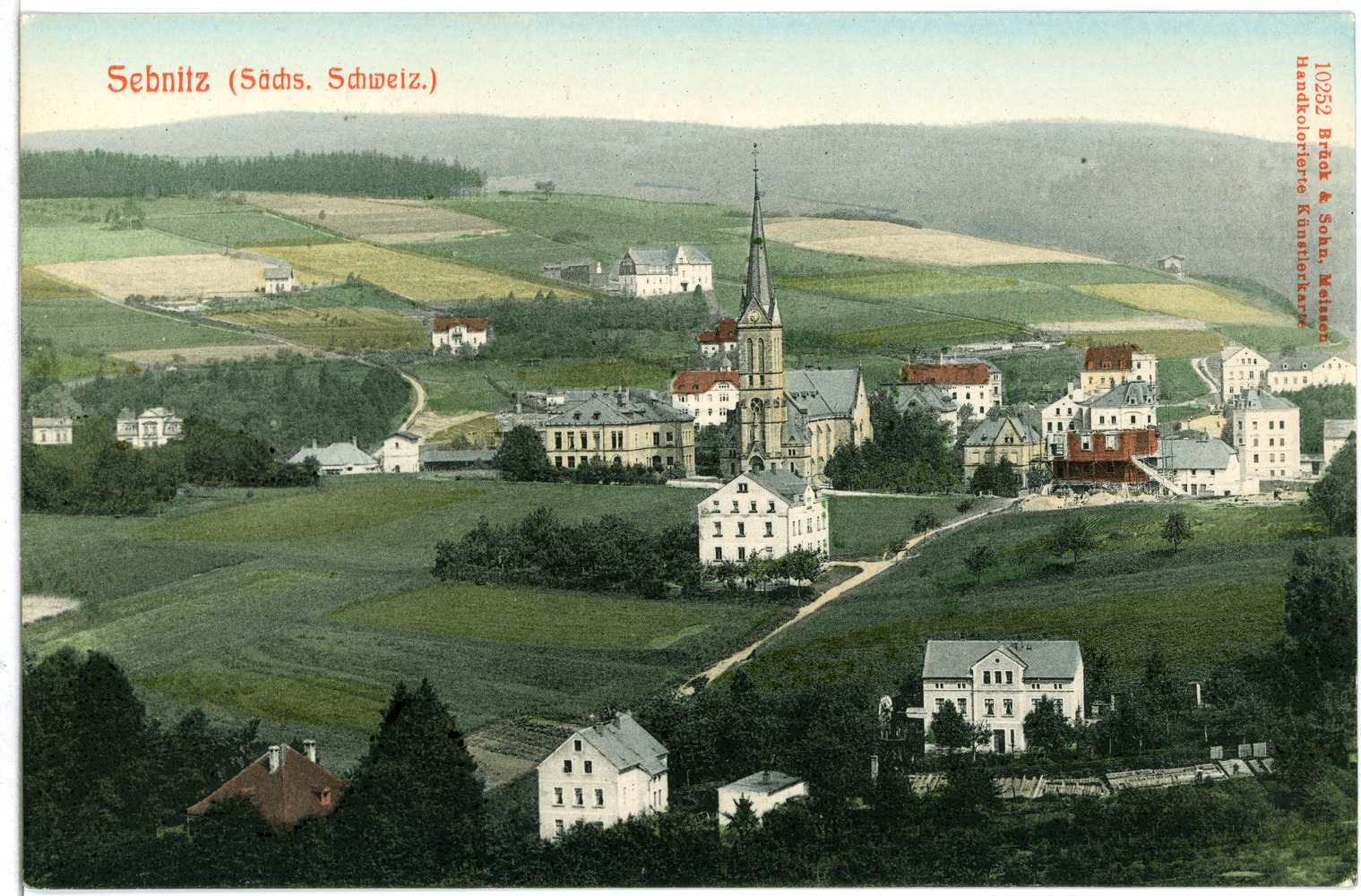
Kostel na pohlednici z roku 1908